# Erik von Witzleben

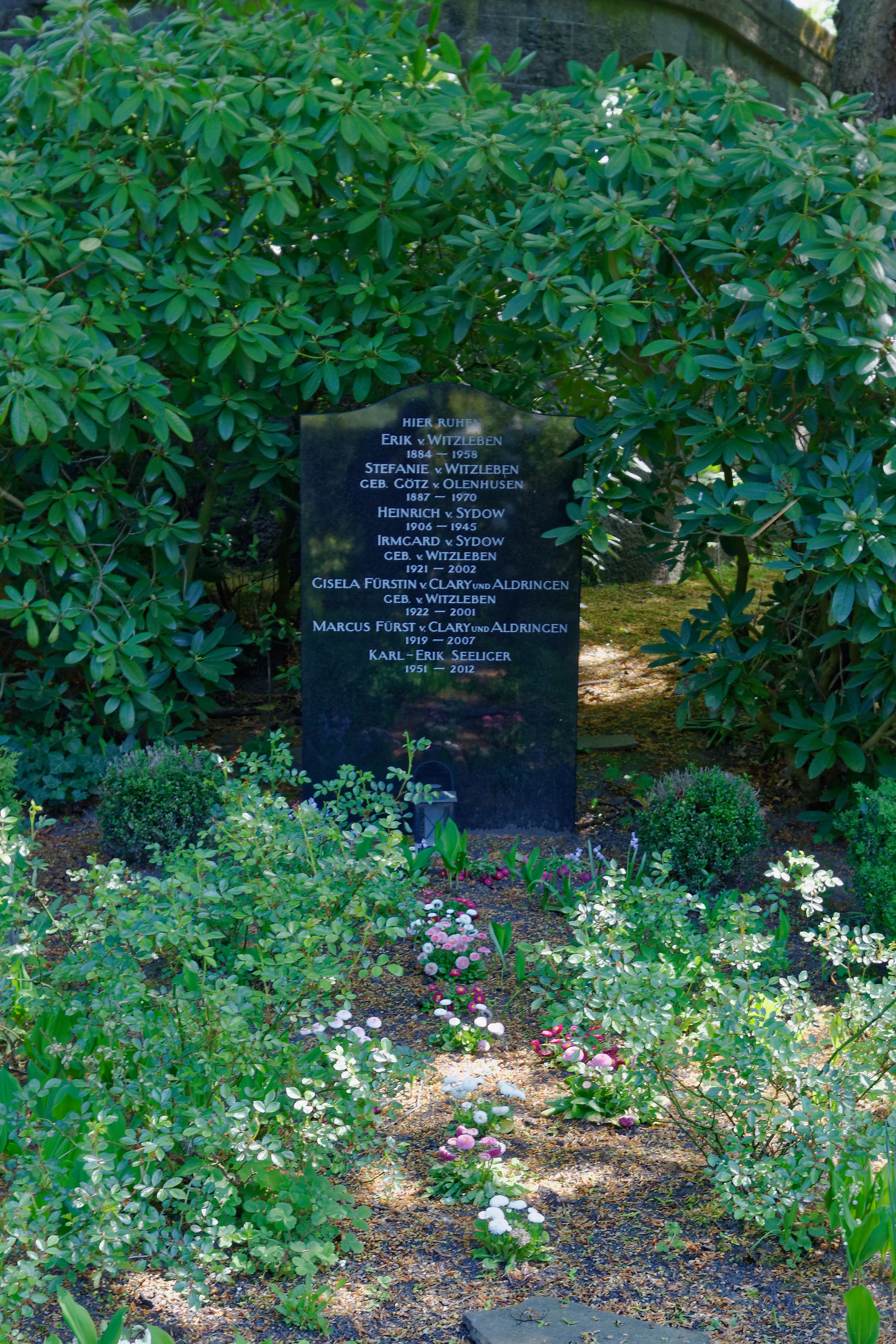
Sammelgrabstein mit dem Namen des Erik von Witzleben und seiner Familie auf dem Friedhof Groß Flottbek

Job Wilhelm Karl Erik von Witzleben (* 6. Oktober 1884 in Hannover; † 12. April 1958 in Wilster) war ein deutscher Großgrundbesitzer in der preußischen Provinz Posen, Ehrenritter des Johanniterordens und Bundessprecher der Landsmannschaft Westpreußen.

## Leben
Es stammte aus dem Thüringer Adelsgeschlecht von Witzleben und war der älteste Sohn des Majors Job von Witzleben (1845–1894) und dessen Ehefrau Elisabeth von Jagow (* 23. Januar 1857), eine Tochter von Karl von Jagow. Sein Urgroßvater war der preußische Generalmajor Heinrich Günther von Witzleben (1755–1825). Seit 1905 war er Mitglied des Corps Saxo-Borussia Heidelberg. Nach dem Tod des Vaters übernahm er dessen im Kreis Wirsitz gelegenes Gut Liszkowo mit einer Größe von 2615 ha. 1919 kam der Kreis Wirsitz und damit auch sein Gut an die Zweite Polnische Republik.
Als einer der Führer des Selbstschutzes war er wegen anti-polnischer Aktivitäten drei Monate in einem polnischen Gefängnis inhaftiert. Zum 1. Juni 1940 trat er der SS als Hauptsturmführer bei (SS-Nummer 357.123), zum 9. November 1942 wurde er zum SS-Sturmbannführer befördert. Im Nachkriegsdeutschland übernahm er 1949 das Amt des Bundessprechers der neu gegründeten Landsmannschaft Westpreußen, das er bis 1956 innehatte. Als solcher war er Mitunterzeichner der Charta der deutschen Heimatvertriebenen.
Er wurde der Namensgeber der Erik-von-Witzleben-Stiftung, die 2005 in Kulturstiftung Westpreußen umbenannt wurde.

## Familie
Erik von Witzleben heiratete am 28. September 1912 in Potsdam seine erste Frau Irmgard von Loebenstein (1892–1918). Nach deren Tod heiratete er am 22. September 1920 in Bückeburg seine zweite Frau Stefanie Götz von Olenhusen (1887–1970), Witwe des 1914 im Krieg verstorbenen Egbert von Witzleben. 
Kinder aus der zweiten Ehe:
- Irmgard (1921–2002) ⚭ 1942 Heinrich von Sydow (1906–1945), im Krieg vermisst
- Gisela (1922–2001)

⚭ 1950 Karl-Gerhard Seeliger (1920–1973), gesch. 1957
⚭ 1964 Marcus Fürst von Clary und Aldringen (1919–2007)
- Erik (1924–1945), gefallen
- Albrecht (1928–1995) ⚭ 1960 Angelika Freiin von Hornstein-Grüningen (* 1934)

An ihn und seine Familie erinnern auch zwei Grabtafeln im Gutspark Laaske in Nordbrandenburg.